# Gouvernement Rocard II
Ne doit pas être confondu avec Gouvernement Rocard I.
Ve République
Gouvernement Michel Rocard I Gouvernement Édith Cresson
Le gouvernement Rocard II est le gouvernement de la République française du 28 juin 1988 au 15 mai 1991. Deuxième gouvernement du deuxième mandat du président de la République François Mitterrand, il est dirigé par Michel Rocard.
Le gouvernement Rocard II est le 21e gouvernement de la Ve République française, c'est aussi le plus pléthorique.

## Contexte de formation

### Féminisation du gouvernement
Le gouvernement compte six femmes ministres, et sept en intégrant l'ensemble des remaniements: Édith Cresson, Edwige Avice, Catherine Tasca, Véronique Neiertz, Michèle André, Hélène Dorlhac de Borne et Élisabeth Guigou.

## Coalition
Le deuxième gouvernement Michel Rocard est soutenu par une coalition gouvernementale de centre gauche et de centre droit, formée entre le Parti socialiste (PS), le Mouvement des radicaux de gauche (MRG), et des députés de l'Union du centre qui dispose de 316 députés sur 577, soit 54,8 % des sièges de l'Assemblée nationale. [réf. nécessaire]
À la neuvième législature, le PS et ses alliés n'ont pas réussi à avoir une majorité à l’Assemblée nationale (275 députés et 47,7 % des sièges). Par conséquent, le Premier ministre a dû constituer une alliance entre le centre gauche (PS-MRG) et une partie du centre droit (UDC) pour disposer d'une majorité de députés à la chambre. Il compte en son sein des « personnalités d'ouverture » de l'UDC.

## Composition
Michel Rocard est nommé le 23 juin 1988 et les membres du gouvernement le 28 juin 1988,.
Composé de 49 membres dès l'origine, c'est le gouvernement le plus pléthorique de la Ve République.
| Image              | Fonction |                   | Nom                                           | Parti            |
| ------------------ | --- | ----------------- | --------------------------------------------- | ---------------- |
|                    | Premier ministre |                   | Michel Rocard                                 | PS               |
| Ministres          | |                   |                                               |                  |
|                    | Ministre d'État, ministre de l'Éducation nationale, de la Jeunesse et des Sports |                   | Lionel Jospin                                 | PS               |
|                    | Ministre d'État, ministre de l'Économie, des Finances et du Budget |                   | Pierre Bérégovoy                              | PS               |
|                    | Ministre d'État, ministre de l'Équipement et du Logement |                   | Maurice Faure (jusqu'au 22/02/1989)           | MRG              |
|                    | Ministre d'État, ministre des Affaires étrangères |                   | Roland Dumas                                  | PS               |
|                    | Ministre d'État (titre attribué le 22/02/1989) Ministre de la Fonction publique et des Réformes administratives                                                                                  |                   | Michel Durafour                               | UDF-PRV          |
|                    | Ministre d'État, ministre de la Ville |                   | Michel Delebarre (à partir du 21/12/1990)     | PS               |
|                    | Garde des Sceaux, ministre de la Justice |                   | Pierre Arpaillange (jusqu'au 02/10/1990)      | Sans             |
|                    | Garde des Sceaux, ministre de la Justice |                   | Henri Nallet                                  | PS               |
|                    | Ministre de la Défense |                   | Jean-Pierre Chevènement (jusqu'au 29/01/1991) | PS               |
|                    | Ministre de la Défense | Pierre Joxe       |                                               | PS               |
|                    | Ministre de l'Intérieur |                   | Pierre Joxe (jusqu'au 29/01/1991)             | PS               |
|                    | Ministre de l'Intérieur | Philippe Marchand |                                               | PS               |
|                    | Ministre de l'Industrie et de l'Aménagement du territoire |                   | Roger Fauroux                                 | DVG              |
|                    | Ministre des Affaires européennes (supprimé le 02/10/1990) |                   | Édith Cresson                                 | PS               |
|                    | Ministre des Transports et de la Mer Ministre de l'Équipement, du Logement, des Transports et de la Mer (renommé le 22/02/1989)                                                                  |                   | Michel Delebarre (jusqu'au 21/12/1990)        | PS               |
|                    | Ministre des Transports et de la Mer Ministre de l'Équipement, du Logement, des Transports et de la Mer (renommé le 22/02/1989)                                                                  | Louis Besson      |                                               | PS               |
|                    | Ministre du Travail, de l'Emploi et de la Formation professionnelle |                   | Jean-Pierre Soisson                           | UDF-PR           |
|                    | Ministre de la Coopération et du Développement |                   | Jacques Pelletier                             | UDF-PRV          |
|                    | Ministre de la Culture, de la Communication, des Grands travaux et du Bicentenaire |                   | Jack Lang                                     | PS               |
|                    | Ministre des Départements et Territoires d'outre-mer, porte-parole du Gouvernement (à partir du 14/02/1989)                                                                                      |                   | Louis Le Pensec                               | PS               |
|                    | Ministre de l'Agriculture et de la Forêt |                   | Henri Nallet (jusqu'au 02/10/1990)            | PS               |
|                    | Ministre de l'Agriculture et de la Forêt | Louis Mermaz      |                                               | PS               |
|                    | Ministre des Postes, des Télécommunications et de l'Espace |                   | Paul Quilès                                   | PS               |
|                    | Ministre chargé des Relations avec le Parlement |                   | Jean Poperen                                  | PS               |
|                    | Ministre de la Solidarité, de la Santé et de la Protection sociale Ministre des Affaires sociales et de la Solidarité (renommé le 02/10/1990) porte-parole du Gouvernement (jusqu'au 14/02/1989) |                   | Claude Évin                                   | PS               |
|                    | Ministre de la Recherche et de la Technologie |                   | Hubert Curien                                 | DVG              |
|                    | Ministre du Commerce extérieur Ministre du Commerce extérieur et du Tourisme (renommé le 05/07/1990) Ministre du Commerce extérieur (renommé le 17/07/1990)                                      |                   | Jean-Marie Rausch                             | UDF-CDS puis DVD |
| Ministres délégués | |                   |                                               |                  |
|                    | Chargé de l'Environnement et de la Prévention des risques technologiques et naturels majeurs (créé le 02/10/1990) Auprès du Premier ministre                                                     |                   | Brice Lalonde                                 | GÉ               |
|                    | Chargé du Budget Auprès du ministre d'État, ministre de l'Économie, des Finances et du Budget |                   | Michel Charasse                               | PS               |
|                    | Chargé de la Francophonie Auprès du ministre d'État, ministre des Affaires étrangères |                   | Alain Decaux                                  | DVG              |
|                    | Sans attribution Auprès du ministre d'État, ministre des Affaires étrangères |                   | Edwige Avice                                  | PS               |
|                    | Chargé des Affaires européennes Auprès du ministre d'État, ministre des Affaires étrangères |                   | Élisabeth Guigou (à partir du 02/10/1990)     | PS               |
|                    | Sans attribution Auprès du Garde des Sceaux, ministre de la Justice |                   | Georges Kiejman                               | PS               |
|                    | Sans attribution (créé le 17/07/1990) Auprès du ministre de l'Intérieur |                   | Philippe Marchand (jusqu'au 29/01/1991)       | PS               |
|                    | Chargé de l'Aménagement du territoire et des Reconversions Auprès du ministre de l'Industrie et de l'Aménagement du territoire                                                                   |                   | Jacques Chérèque                              | PS               |
|                    | Chargé du Commerce et de l'Artisanat Auprès du ministre de l'Industrie et de l'Aménagement du territoire                                                                                         |                   | François Doubin                               | MRG              |
|                    | Chargé du Tourisme Auprès du ministre de l'Industrie et de l'Aménagement du territoire |                   | Olivier Stirn (jusqu'au 05/07/1990)           | PS               |
|                    | Chargé du Tourisme Auprès du ministre de l'Industrie et de l'Aménagement du territoire |                   | Jean-Michel Baylet (à partir du 17/07/1990)   | MRG              |
|                    | Chargé de la Mer Auprès du ministre des Transports et de la Mer |                   | Jacques Mellick                               | PS               |
|                    | Chargé du Logement (créé le 29/03/1989) Auprès du ministre de l'Équipement, du Logement, des Transports et de la Mer                                                                             |                   | Louis Besson (jusqu'au 21/12/1990)            | PS               |
|                    | Chargé de la Communication Auprès du ministre de la Culture, de la Communication, des Grands Travaux et du Bicentenaire                                                                          |                   | Catherine Tasca                               | PS               |
|                    | Chargé de la Santé Auprès du ministre de la Solidarité, de la Santé et de la Protection sociale                                                                                                  |                   | Léon Schwartzenberg (jusqu'au 08/07/1988)     | DVG              |
|                    | Chargé de la Santé Auprès du ministre de la Solidarité, de la Santé et de la Protection sociale                                                                                                  |                   | Bruno Durieux (à partir du 02/10/1990)        | UDF-CDS          |
|                    | Chargé des Personnes âgées Chargé de la Famille et des Personnes âgées (renommé le 02/10/1990) Auprès du ministre de la Solidarité, de la Santé et de la Protection sociale                      |                   | Théo Braun (jusqu'au 02/10/1990)              | Sans             |
|                    | Chargé des Personnes âgées Chargé de la Famille et des Personnes âgées (renommé le 02/10/1990) Auprès du ministre de la Solidarité, de la Santé et de la Protection sociale                      |                   | Hélène Dorlhac de Borne                       | DVD              |
| Secrétaires d'État | |                   |                                               |                  |
|                    | Chargé des Droits des femmes Autonome |                   | Michèle André                                 | PS               |
|                    | Chargé des Anciens combattants et Victimes de guerre Autonome |                   | André Méric                                   | PS               |
|                    | Chargé de la Prévention des risques technologiques et naturels majeurs (supprimé le 29/03/1989) Autonome                                                                                         |                   | Gérard Renon                                  | Sans             |
|                    | Chargé de la Défense (créé le 29/03/1989) Autonome |                   | Gérard Renon                                  | Sans             |
|                    | Chargé du Plan Auprès du Premier ministre |                   | Lionel Stoléru                                | DVG              |
|                    | Chargé de l'Environnement Chargé de l'Environnement et de la Prévention des risques technologiques et naturels majeurs (renommé le 29/03/1989) Auprès du Premier ministre                        |                   | Brice Lalonde (jusqu'au 02/10/1990)           | ÉCO              |
|                    | Sans attributions Auprès du Premier ministre |                   | Tony Dreyfus                                  | PS               |
|                    | Chargé de l'Action humanitaire Auprès du Premier ministre |                   | Bernard Kouchner                              | DVG              |
|                    | Chargé de l'Enseignement technique Auprès du ministre d'État, ministre de l'Éducation nationale, de la Jeunesse et des Sports                                                                    |                   | Robert Chapuis                                | PS               |
|                    | Chargé de la Jeunesse et des Sports Auprès du ministre d'État, ministre de l'Éducation nationale, de la Jeunesse et des Sports                                                                   |                   | Roger Bambuck                                 | DVG              |
|                    | Chargé de la Consommation Auprès du ministre d'État, ministre de l'Économie, des Finances et du Budget                                                                                           |                   | Véronique Neiertz                             | PS               |
|                    | Chargé des Relations culturelles internationales Auprès du ministre d'État, ministre des Affaires étrangères                                                                                     |                   | Thierry de Beaucé                             | Sans             |
|                    | Chargé des Collectivités territoriales (supprimé le 17/07/1990) Auprès du ministre de l'Intérieur                                                                                                |                   | Jean-Michel Baylet                            | MRG              |
|                    | Chargé des Transports routiers et fluviaux Auprès du ministre des Transports et de la Mer |                   | Georges Sarre                                 | PS               |
|                    | Chargé de la Formation professionnelle Auprès du ministre du Travail, de l'Emploi et de la Formation professionnelle                                                                             |                   | André Laignel                                 | PS               |
|                    | Chargé des Grands travaux Auprès du ministre de la Culture, de la Communication, des Grands travaux et du Bicentenaire                                                                           |                   | Émile Biasini                                 | Sans             |
|                    | Chargé de la Famille (supprimé le 02/10/1990) Auprès du ministre de la Solidarité, de la Santé et de la Protection sociale                                                                       |                   | Hélène Dorlhac de Borne                       | DVD              |
|                    | Chargé des Handicapés et Accidentés de la vie Auprès du ministre de la Solidarité, de la Santé et de la Protection sociale                                                                       |                   | Michel Gillibert                              | Sans             |

## Remaniements

### Démission du 8 juillet 1988
Léon Schwartzenberg doit démissionner le 8 juillet 1988 de son poste de ministre délégué à la Santé pour avoir proposé publiquement un dépistage systématique du sida chez les femmes enceintes et pour ses positions libérales sur la lutte contre la drogue : il prend ainsi position en faveur de sa légalisation et mise en vente sous contrôle, afin de barrer la route aux trafiquants,,.

### Remaniement du 22 février 1989
Nommé membre du Conseil constitutionnel, Maurice Faure démissionne le 22 février 1989 de sa fonction de ministre de l'Équipement et du Logement.
Cette démission a pour conséquence un remaniement ministériel :
- Le ministère de l'Équipement et du Logement et le ministère des Transports et de la Mer fusionnent et Michel Delebarre devient ministre de l'Équipement, du Logement, des Transports et de la Mer ;
- Michel Durafour devient par ailleurs ministre d'État.

### Remaniement du 29 mars 1989
Ce remaniement du 29 mars 1989 est lié à la création de deux portefeuilles :
- Louis Besson est nommé ministre délégué chargé du Logement ;
- Gérard Renon, jusqu'alors secrétaire d'État chargé de la Prévention des risques technologiques et naturels majeurs, est nommé secrétaire d'État à la Défense.

En conséquence, Brice Lalonde, jusqu'alors secrétaire d'État chargé de l'Environnement, devient secrétaire d'État chargé de l'Environnement et de la Prévention des risques technologiques et naturels majeurs.

### Remaniement du 5 juillet 1990
Soupçonné d'avoir rémunéré des figurants pour participer à un meeting public,, Olivier Stirn, ministre délégué chargé du Tourisme, démissionne le 5 juillet 1990.
En conséquence, Jean-Marie Rausch, jusqu'alors ministre du Commerce extérieur, devient ministre du Commerce extérieur et du Tourisme.

### Remaniement du 17 juillet 1990
Ce remaniement du 17 juillet 1990 fait suite à la démission d'Olivier Stirn le 5 juillet 1990, il prévoit :
- Jean-Marie Rausch redevient ministre du Commerce extérieur ;
- Jean-Michel Baylet, jusqu'alors secrétaire d'État chargé des collectivités territoriales, est nommé ministre délégué auprès du ministre de l'Industrie et de l'Aménagement du territoire, chargé du Tourisme ;
- Philippe Marchand entre au gouvernement et est nommé ministre délégué auprès du ministre de l'intérieur.

Le secrétariat d'État chargé des Collectivités territoriales est supprimé, cependant Philippe Marchand se voit attribuer le 4 août 1990 les affaires relatives aux Collectivités locales et à la Sécurité civile.

### Remaniement du 2 octobre 1990
Ce remaniement, est lié aux démissions de Pierre Arpaillange, d'Édith Cresson et de Théo Braun.
Pierre Arpaillange, ministre de la Justice, est nommé premier président de la Cour des comptes. Cette démission a pour conséquence :
- Henri Nallet, jusqu'alors ministre de l'Agriculture et de la Forêt, est nommé garde des sceaux, ministre de la Justice ;
- Louis Mermaz entre au gouvernement et devient ministre de l'Agriculture et de la Forêt.

Édith Cresson, ministre des Affaires européennes, est en désaccord avec la politique européenne du Premier ministre. Elle préfère démissionner. Cela a pour conséquence :
- Élisabeth Guigou entre au gouvernement et devient ministre délégué auprès du ministre des Affaires étrangères, chargé des Affaires européennes.

La démission de Théo Braun comme ministre délégué chargé des Personnes âgées a pour conséquence :
- Hélène Dorlhac de Borne, jusqu'alors secrétaire d'État chargé de la Famille, devient secrétaire d'État chargé de la Famille et des Personnes âgées.

Ce remaniement est l'occasion d'autres changements :
- Claude Évin jusqu'alors ministre de la Solidarité, de la Santé et de la Protection sociale, devient ministre des Affaires sociales et de la Solidarité ;
- Bruno Durieux entre au gouvernement et devient ministre délégué auprès du ministre des Affaires sociales et de la Solidarité, chargé de la Santé ;
- Georges Kiejman entre au gouvernement et devient ministre délégué auprès du ministre de la justice ;
- Brice Lalonde, jusqu'alors secrétaire d'État chargé de l'Environnement et de la Prévention des risques technologiques et naturels majeurs, devient ministre délégué chargé de l'Environnement et de la Prévention des risques technologiques et naturels majeurs.

### Remaniement du 21 décembre 1990
Michel Delebarre, jusqu'alors ministre de l'Équipement, du Logement, des Transports et de la Mer devient ministre de la Ville, ministre d'État. Cette nomination est liée notamment aux émeutes de Vaulx-en-Velin d'octobre 1990 et au discours fondateur de la politique de la ville tenu par François Mitterrand à Bron (Rhône),.
Par voie de conséquence Louis Besson, jusqu'alors ministre délégué chargé du Logement, est nommé ministre de l'Équipement, du Logement, des Transports et de la Mer.

### Remaniement du 29 janvier 1991
Opposé à la guerre en Irak déclenchée par l'invasion du Koweit le 2 août 1990 par les forces de Saddam Hussein et après l'intervention le 16 janvier 1991 des forces américaines avec le soutien de la France, Jean-Pierre Chevènement démissionne de son poste de ministre de la Défense.
Cette démission conduit à un remaniement le 29 janvier 1991 :
- Pierre Joxe, jusqu'alors ministre de l'Intérieur, est nommé ministre de la Défense ;
- Philippe Marchand, jusqu'alors ministre délégué auprès du ministre de l'Intérieur, est nommé ministre de l'Intérieur.

## Répartition partisane
| Parti                       | Parti                               | Premier ministre | Ministres d'État | Ministres | Ministres délégués | Secrétaires d'État | Total |
| --------------------------- | ----------------------------------- | ---------------- | ---------------- | --------- | ------------------ | ------------------ | ----- |
| Répartition le 28 juin 1988 | Répartition le 28 juin 1988         | 1                | 4                | 17        | 12                 | 17                 | 51    |
|                             | Parti socialiste                    | 1                | 3                | 10        | 8                  | 7                  | 29    |
|                             | Mouvement des radicaux de gauche    |                  | 1                |           | 1                  | 1                  | 3     |
|                             | Association des démocrates          |                  | 3                |           |                    | 3                  |       |
|                             | Divers gauche                       |                  | 2                | 2         | 3                  | 7                  |       |
|                             | Sans étiquette                      |                  | 1                | 1         | 4                  | 6                  |       |
|                             | UDF - Centre des démocrates sociaux |                  | 1                |           |                    | 1                  |       |
|                             | Divers écologiste                   |                  |                  |           | 1                  | 1                  |       |
|                             | Divers droite                       |                  |                  |           | 1                  | 1                  |       |
|                             |                                     |                  |                  |           |                    |                    |       |
| Répartition le 15 mai 1991  | Répartition le 15 mai 1991          | 1                | 5                | 15        | 13                 | 14                 | 48    |
|                             | Parti socialiste                    | 1                | 4                | 10        | 7                  | 7                  | 29    |
|                             | Association des démocrates          |                  | 1                | 2         | 1                  |                    | 4     |
|                             | Divers gauche                       |                  | 2                | 1         | 3                  | 6                  |       |
|                             | Divers droite                       |                  | 1                | 1         |                    | 2                  |       |
|                             | Mouvement des radicaux de gauche    |                  |                  | 2         |                    | 2                  |       |
|                             | Génération écologie                 |                  |                  | 1         |                    | 1                  |       |
|                             | Sans étiquette                      |                  |                  |           | 4                  | 4                  |       |

## Actions

### Politique fiscale
Michel Rocard rétablit l'impôt sur les grandes fortunes, créé en 1981, qui avait été supprimé par la droite durant la première cohabitation. Il porte à partir de ce moment-là le nom d'Impôt de solidarité sur la fortune. Ses taux sont moins élevés que ceux de l'IGF de 1981 ; il doit toucher 110 000 contribuables, ceux dont le patrimoine net est supérieur à 4 millions de francs, avec des taux d'imposition de 0,5% pour la première tranche (4 à 6,5 millions de francs), 0,7 pour la deuxième (6,5 à 12,9 millions), et de 0,9% pour ceux qui sont au-delà de 13 millions de francs. Un "bouclier fiscal" est créé pour plafonner à 80% le taux de prélèvement effectué sur un individu au titre de l'impôt sur le revenu et de l'impôt de solidarité sur la fortune.[réf. nécessaire]
Cet impôt doit servir à financer une prestation sociale nouvelle appelée Revenu minimum d'insertion (RMI), qui est créé en décembre 1988. Est éligible n'importe quelle personne qui touche moins que le SMIC, qui a au moins vingt-cinq ans (ou qui assume la charge d'enfants), et qui s'engage sur la voie de l'insertion professionnelle. En 1989, 410 000 personnes touchent cette allocation, avec un rythme de croissance de 18% de Rmistes par an les cinq années suivantes. La récession de 1992-1993 fait augmenter le nombre de prétendants. En 1994, il y a 910 000 personnes au RMI.[réf. nécessaire]
La Contribution sociale généralisée est créée par la loi de finances pour 1991. Destinée à financer principalement la protection sociale, elle ne porte pas que sur les revenus tirés de l'activité, mais sur tous les revenus (dont le patrimoine et les jeux). L'assiette est large, et le taux est, à l'origine, bas (1,1%). Comme la CSG permet de financer les allocations familiales, le taux de cotisation d'allocations familiales passe de 7% à 5,4%. Faisant l'objet d'une polémique, la CSG passe par un 49.3.

### Politique éducative
Le budget de l'éducation augmente de 25%.[réf. nécessaire]

### Grandes lois
- mise en place du revenu minimum d'insertion ;
- accords de Matignon et référendum pour le statut de la Nouvelle-Calédonie ;
- financement public des partis politiques et loi d'amnistie pour les affaires antérieures à la nouvelle loi ;
- privatisation partielle du constructeur automobile Renault ;
- loi du 20 décembre 1988 relative à la protection des personnes dans la recherche biomédicale (dite loi Huriet-Sérusclat) ;
- « loi Coluche » ;
- loi relative à la prévention et au règlement des difficultés liées au surendettement no 89-1010 du 31 décembre 1989, dite loi Neiertz ;
- loi visant à la mise en œuvre du droit au logement, loi no 90-449 du 31 mai 1990 ;
- loi Gayssot, no 90-615 du 13 juillet 1990 tendant à réprimer tout acte raciste, antisémite ou xénophobe ;
- création de la CSG (Contribution sociale généralisée). Cette taxe a été instituée le 16 novembre 1990 aux taux de 1,08 % sur les salaires et de 1,10 % sur les autres revenus (loi de finance pour 1991) ;
- loi relative à l'organisation du service public de la poste et à France Télécom, loi no 90-568 du 2 juillet 1990 ;
- loi Évin du 10 janvier 1991 relative à la lutte contre le tabagisme et l'alcoolisme.
- loi no 91-428 du 4 avril 1991 portant statut de la collectivité territoriale de Corse.

## Démission
Le premier ministre s'oppose de plus en plus durement au président François Mitterrand au niveau de sa politique économique.[réf. nécessaire]
Celui-ci lui demande finalement de quitter sa fonction de chef de gouvernement, ce qu'il fait le 15 mai 1991, provoquant la démission du deuxième gouvernement Michel Rocard. Édith Cresson lui succède au poste de premier ministre.

## Relations avec le parlement
Le 16 janvier 1991, le Premier ministre obtient la confiance de l'Assemblée nationale sur la politique au Moyen Orient par 523 voix pour, 43 contre et 2 abstentions.
| Position   | Groupe | Groupe | Groupe | Groupe | Groupe | Non-inscrits | Total |
| Position   | COM    | SOC    | UDC    | UDF    | RPR    | Non-inscrits | Total |
| ---------- | ------ | ------ | ------ | ------ | ------ | ------------ | ----- |
| Position   |        |        |        |        |        | Non-inscrits | Total |
| POUR       | 0      | 263    | 36     | 90     | 120    | 14           | 523   |
| CONTRE     | 26     | 7      | 3      | 1      | 4      | 2            | 43    |
| ABSTENTION | 0      | 1      | 0      | 0      | 1      | 0            | 2     |
| NON-VOTANT | 0      | 4      | 0      | 0      | 1      | 1            | 6     |